# Marek Plura
Marek Mirosław Plura (n. 18 iulie 1970, Racibórz, Republica Populară Polonă, Polonia – d. 20 ianuarie 2023, Katowice, Polonia) a fost un politician polonez, activist social și psihoterapeut. A fost de două ori membru al Parlamentului polonez și a fost membru al Parlamentului European (MEP) din 2014 până în 2019. 
În 2019, Plura a primit premiul pentru ocuparea forței de muncă, afaceri sociale și regiuni la premiile anuale ale revistei Parlamentului European.